# Championnats d'Asie d'athlétisme 2023
Navigation
La 24e édition des Championnats d'Asie d'athlétisme se déroule du 12 au 16 juillet 2023 à Bangkok, en Thaïlande. C’est la première fois que le pays accueille ces championnats, les épreuves ont lieu au sein du Stade Suphachalasai.
La précédente édition a eu lieu en 2019, les championnats d'Asie 2021 qui devaient se dérouler à Hangzhou en Chine, ont été annulés en raison de la Pandémie de Covid-19.

## Résultats

### Hommes
| Épreuves          | Or                                                                                              | Argent                                                                              | Bronze                                                                                      |
| ----------------- | ----------------------------------------------------------------------------------------------- | ----------------------------------------------------------------------------------- | ------------------------------------------------------------------------------------------- |
| 100 m             | Hiroki Yanagita 10 s 02 (PB)                                                                    | Abdullah Abkar Mohammed 10 s 19                                                     | Hassan Taftian 10 s 23                                                                      |
| 200 m             | Towa Uzawa 20 s 23 (CR)                                                                         | Yang Chun-Han 20 s 48                                                               | Koki Ueyama 20 s 53                                                                         |
| 400 m             | Kentarō Satō 45 s 00 (PB)                                                                       | Fuga Sato 45 s 13 (PB)                                                              | Youssef Masrahi 45 s 19                                                                     |
| 800 m             | Abubaker Haydar Abdalla 1 min 45 s 33                                                           | Krishan Kumar 1 min 45 s 88                                                         | Ebrahim al-Zofairi 1 min 46 s 11                                                            |
| 1 500 m           | Ajay Kumar Saroj 3 min 41 s 51                                                                  | Yusuke Takahashi 3 min 42 s 04                                                      | Liu Dezhu 3 min 42 s 30                                                                     |
| 5 000 m           | Hyūga Endō 13 min 34 s 94                                                                       | Kazuya Shiojiri 13 min 43 s 92                                                      | Gulveer Singh 13 min 48 s 33                                                                |
| 10 000 m          | Ren Tazawa 29 min 18 s 44                                                                       | Shadrack Kimutai Koech 29 min 31 s 63                                               | Abhishek Pal 29 min 33 s 26                                                                 |
| 110 m haies       | Shunya Takayama 13 s 29                                                                         | Xu Zhuoyi 13 s 39                                                                   | Yaqoub Mohamed al-Youha 13 s 56                                                             |
| 400 mètres haies  | Bassem Hemeida 48 s 64 (PB)                                                                     | Yusaku Kodama 48 s 96                                                               | Santhosh Kumar Tamilarasan 49 s 09 (PB)                                                     |
| 3 000 m steeple   | Ryōma Aoki 8 min 34 s 91                                                                        | Yaser Bagharab 8 min 37 s 11                                                        | Seiya Sunada 8 min 39 s 17                                                                  |
| 4 × 100 m         | Thaïlande Natawat Iamudom Soraoat Dapbang Chayut Khongprasit Puripol Boonson 38 s 55 (CR, NR)   | Chine Wu Zhiqiang Xie Zhenye Chen Jiapeng Chen Guanfeng 38 s 87                     | Corée du Sud Simon Lee Ko Seung-hwan Shin Min-kyu Park Won-jin 38 s 99                      |
| 4 × 400 m         | Sri Lanka Aruna Dharshana Rajitha Niranjan Pabasara Niku Kalinga Kumarage 3 min 1 s 56 (CR, NR) | Inde Amoj Jacob Muhammed Ajmal Variyathodi Chacko Kurian Rajesh Ramesh 3 min 1 s 80 | Qatar Bassem Hemeida Abubaker Haydar Abdalla Ismail Doudai Abakar Hussen Osman 3 min 4 s 26 |
| 20 km marche      | Yutaro Murayama 1 h 24 min 40 s                                                                 | Wang Kaihua 1 h 25 min 29 s                                                         | Vikash Singh 1 h 29 min 32 s                                                                |
| Saut en hauteur   | Woo Sang-hyeok 2,28 m                                                                           | Sarvesh Anil Kushare 2,26 m                                                         | Tawan Kaewkam 2,26 m                                                                        |
| Saut à la perche  | Ernest Obiena 5,91 m (CR)                                                                       | Hussain al-Hizam 5,56 m                                                             | Huang Bokai 5,51 m                                                                          |
| Saut en longueur  | Lin Yu-Tang 8,40 m (CR, PB)                                                                     | Murali Sreeshankar 8,37 m                                                           | Zhang Mingkun 8,08 m                                                                        |
| Triple saut       | Abdulla Aboobacker 16,92 m                                                                      | Hikaru Ikehata 16,73 m                                                              | Kim Jangwoo 16,59 m                                                                         |
| Lancer du poids   | Tejinder Pal Singh Toor 20,23 m                                                                 | Mehdi Saberi 19,98 m                                                                | Ivan Ivanov 19,87 m                                                                         |
| Lancer du disque  | Abuduaini Tuergong 61,19 m                                                                      | Essa Mohamed al-Zenkawi 60,23 m                                                     | Muhammad Irfan Shamshuddin 59,63 m (PB)                                                     |
| Lancer du marteau | Wang Qi 72,13 m                                                                                 | Suhrob Khodjaev 71,83 m                                                             | Shota Fukuda 71,80 m                                                                        |
| Lancer du javelot | Genki Dean 83,15 m                                                                              | D.P. Manu 81,01 m                                                                   | Muhammad Yasira 79,93 m                                                                     |
| Décathlon         | Yuma Maruyama 7 745 pts                                                                         | Sutthisak Singkhon 7 626 pts                                                        | Tejaswin Shankar 7 527 pts                                                                  |

### Femmes
| Épreuves          | Or                                                                                               | Argent | Bronze                                                                                                |
| ----------------- | ------------------------------------------------------------------------------------------------ | --- | --- |
| 100 m             | Shanti Pereira 11 s 20 (NR)                                                                      | Farzaneh Fasihi 11 s 39                                                                                          | Ge Manqi 11 s 40                                                                                      |
| 200 m             | Shanti Pereira 22 s 70 (CR)                                                                      | Jyothi Yarraji 23 s 13                                                                                           | Li Yuting 23 s 25                                                                                     |
| 400 m             | Nadeesha Ramanayaka 52 s 61 (PB)                                                                 | Farida Solieva 52 s 95 (PB)                                                                                      | Aishwarya Kailash Mishra 53 s 07                                                                      |
| 800 m             | Tharushi Dissanayaka 2 min 0 s 66 (CR, PB)                                                       | K. M. Chanda 2 min 1 s 58 (PB)                                                                                   | Gayanthika Artigala 2 min 3 s 25                                                                      |
| 1 500 m           | Nozomi Tanaka 4 min 6 s 75 (CR)                                                                  | Yume Goto 4 min 13 s 25                                                                                          | Gayanthika Artigala 4 min 14 s 39                                                                     |
| 5 000 m           | Yuma Yamamoto 15 min 51 s 16                                                                     | Parul Chaudhary 15 min 52 s 35                                                                                   | K. M. Ankita 16 min 3 s 33 (PB)                                                                       |
| 10 000 m          | Haruka Kokai 32 min 59 s 36                                                                      | Momoka Kawaguchi 33 min 18 s 72                                                                                  | Bayartsogt Munkhzaya 33 min 24 s 79                                                                   |
| 100 mètres haies  | Jyothi Yarraji 12 s 98                                                                           | Masumi Aoki 13 s 12                                                                                              | Asuka Terada 13 s 14                                                                                  |
| 400 mètres haies  | Robyn Lauren Brown 57 s 50                                                                       | Eri Utsunomiya 57 s 73                                                                                           | Ami Yamamoto 57 s 80                                                                                  |
| 3 000 m steeple   | Parul Chaudhary 9 min 38 s 76                                                                    | Xu Shuangshuang 9 min 44 s 54                                                                                    | Reimi Yoshimura 9 min 48 s 48                                                                         |
| 4 × 100 m         | Chine Liang Xiaojing Wei Yongli Yuan Qiqi Ge Manqi 43 s 35                                       | Japon Miu Kurashige Arisa Kimishima Remi Tsuruta Midori Mikase 43 s 95                                           | Thaïlande Supawan Thipat Supanich Poolkerd On-Uma Chattha Athicha Phetkun 44 s 56                     |
| 4 × 400 m         | Viêt Nam Thi Ngoc Nguyen Thi Minh Hanh Hoang Thi Huyen Nguyen Thi Hang Nguyen 3 min 32 s 36 (NR) | Sri Lanka Nadeesha Ramanayaka Lakshima Mendis M. A. N. Harshani Fernando Tharushi Dissanayaka 3 min 33 s 27 (PB) | Inde Rezoana Mallick Heena Aishwarya Kailash Mishra Jyothika Sri Dandi Subha Venkatesan 3 min 33 s 73 |
| 20 km marche      | Yang Liujing 1 h 32 min 37 s                                                                     | Priyanka Goswami 1 h 34 min 24 s                                                                                 | Yukiko Umeno 1 h 36 min 17 s                                                                          |
| Saut en hauteur   | Kristina Ovchinnikova 1,86 m                                                                     | Matveyeva Yelizaveta 1,86 m                                                                                      | Svetlana Radzivil 1,83 m                                                                              |
| Saut à la perche  | Li Ling 4,66 m (CR)                                                                              | Niu Chunge 4,51 m                                                                                                | Chayanisa Chomchuendee 4,10 m                                                                         |
| Saut en longueur  | Sumire Hata 6,97 m (CR, NR)                                                                      | Shaili Singh 6,54 m                                                                                              | Zhong Jiawei 6,46 m                                                                                   |
| Triple saut       | Mariko Morimoto 14,06 m                                                                          | Zeng Rui 14,01 m                                                                                                 | Nguyễn Thị Hường 13,68 m                                                                              |
| Lancer du poids   | Song Jiayuan 18,88 m                                                                             | Abha Khatua 18,06 m (PB)                                                                                         | Manpreet Kaur 17,00 m                                                                                 |
| Lancer du disque  | Feng Bin 66,42 m (CR)                                                                            | Wang Fang 58,49 m                                                                                                | Subenrat Insaeng 55,80 m                                                                              |
| Lancer du marteau | Zhao Jie 69,39 m                                                                                 | Joy McArthur 66,56 m                                                                                             | Raika Murakamig 64,17 m                                                                               |
| Lancer du javelot | Marina Saito 61,67 m                                                                             | Liu Shiying 61,51 m                                                                                              | Dilhani Lekamge 60,93 m (NR)                                                                          |
| Heptathlon        | Yekaterina Voronina 6 098 pts                                                                    | Swapna Barman 5 840 pts                                                                                          | Yuki Yamasaki 5 696 pts                                                                               |

### Mixte
| Épreuves        | Or                                                                                    | Argent                                                                                                 | Bronze                                                                        |
| --------------- | ------------------------------------------------------------------------------------- | --- | ----------------------------------------------------------------------------- |
| 4 × 400 m mixte | Inde Rajesh Ramesh Aishwarya Kailash Mishra Amoj Jacob Subha Venkatesan 3 min 14 s 70 | Sri Lanka Aruna Dharshana Tharushi Dissanayaka Kalinga Kumarage Nadeesha Ramanayaka 3 min 15 s 41 (NR) | Japon Kenki Imaizumi Haruna Kuboyama Fuga Sato Nanako Matsumoto 3 min 15 s 71 |

## Tableau des médailles
- Pays organisateur (Thaïlande)

| Rang  | Nation          | Or | Argent | Bronze | Total |
| ----- | --------------- | -- | ------ | ------ | ----- |
| 1     | Japon           | 16 | 11     | 10     | 37    |
| 2     | Chine           | 8  | 8      | 6      | 22    |
| 3     | Inde            | 6  | 12     | 9      | 27    |
| 4     | Sri Lanka       | 4  | 2      | 3      | 9     |
| 5     | Qatar           | 2  | 1      | 1      | 4     |
| 6     | Philippines     | 2  | 0      | 0      | 2     |
| 6     | Singapour       | 2  | 0      | 0      | 2     |
| 8     | Kazakhstan      | 1  | 2      | 1      | 4     |
| 8     | Ouzbékistan     | 1  | 2      | 1      | 4     |
| 10    | Thaïlande       | 1  | 1      | 4      | 6     |
| 11    | Taipei chinois  | 1  | 1      | 0      | 2     |
| 12    | Corée du Sud    | 1  | 0      | 2      | 3     |
| 13    | Viêt Nam        | 1  | 0      | 1      | 1     |
| 14    | Arabie saoudite | 0  | 2      | 1      | 3     |
| 14    | Iran            | 0  | 2      | 1      | 3     |
| 16    | Koweït          | 0  | 1      | 2      | 3     |
| 17    | Malaisie        | 0  | 0      | 1      | 1     |
| 17    | Mongolie        | 0  | 0      | 1      | 1     |
| 17    | Pakistan        | 0  | 0      | 1      | 1     |
| Total | Total           | 45 | 45     | 45     | 135   |

## Légende
Records et Performances
- AR : Record continental (area record)
- CR : Record des championnats (championship record)
- MR : Record du meeting (meet record)
- NR : Record national (national record)
- OR : Record olympique (olympic record)
- PR : Record paralympique (paralympic record)
- PB : Record personnel (personal best)
- SB : Meilleure performance personnelle de la saison (season's best)
- WL : Meilleure performance mondiale de l'année (world leader)
- WJR : Record du monde junior (world junior record)
- WR : Record du monde (world record)

Circonstances et Conditions
- DNF : N'a pas terminé (did not finish)
- DNS : N'a pas pris le départ (did not start)
- DQ : Disqualification (disqualification)
- NM : Aucun essai valable enregistré (No Mark)
- Q : Qualifié « directement » au prochain tour (ou à la prochaine compétition), lors d'une compétition majeure, grâce au classement ou à la réalisation des minima (automatic qualifier)
- q : Qualifié au prochain tour (ou à la prochaine compétition), lors d'une compétition majeure, grâce au repêchage ou à la réalisation de l'une des meilleures performances parmi celles des « non qualifiés directement » (grâce au meilleur temps ou à la meilleure distance par exemple) (secondary qualifier)